# Pribić

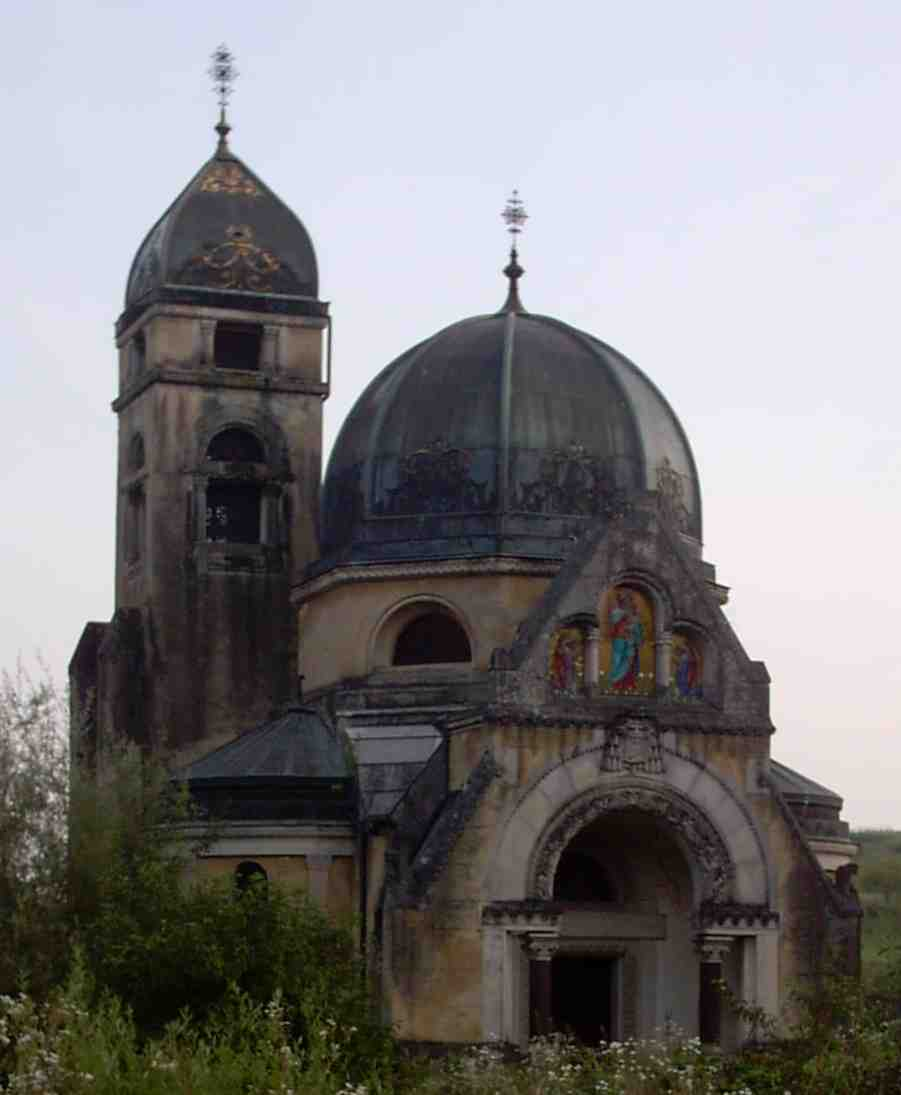
Griechisch-katholische Verkündigungskirche in Pribićki Strmac (nahe Krašić) in Nordwest-Kroatien

Pribić ist ein kleines Dorf in Kroatien, drei Kilometer östlich von Krašić in der Žumberačka gora gelegen.
Es ist der Geburtsort des kroatischen Kardinals Franjo Kuharić.
Im Ort befindet sich die sehenswerte Pfarrkirche St. Sixtus, deren Alter auf mehr als tausend Jahre datiert wird. Weitere Sehenswürdigkeiten sind in der unmittelbaren drei Kilometer nordwestlich von Pribić gelegenen Ortschaft Pribićki Strmac zu sehen. Ein barockes Schloss, zugleich im Besitz der griechisch-katholischen Bischöfe des Bistums Križevci, das als Bischofssitz fungierte. Vor dem barocken Bischofssitz wurde auf einer kleinen Insel eine neobyzantinische Kirche, welche der Hl. Mutter Gottes geweiht ist, errichtet. Zudem befindet sich in der Ortschaft die sehenswerte griechisch-katholische Verkündigungskirche.